# Chełmce (województwo kujawsko-pomorskie)
Chełmce – wieś w Polsce, położona w województwie kujawsko-pomorskim, w powiecie inowrocławskim, w gminie Kruszwica.

## Podział administracyjny
| SIMC    | Nazwa       | Rodzaj    |
| ------- | ----------- | --------- |
| 1028928 | Kozia Ulica | część wsi |
| 1028970 | Za Górami   | część wsi |

W latach 1934–1954 i 1973–1976 miejscowość była siedzibą gminy Chełmce. W latach 1954–1972 wieś należała i była siedzibą władz gromady Chełmce. W latach 1975–1998 miejscowość administracyjnie należała do województwa bydgoskiego.

## Demografia
Według Narodowego Spisu Powszechnego (III 2011 r.) wieś liczyła 514 mieszkańców. Jest czwartą co do wielkości miejscowością gminy Kruszwica.

## Obiekty
Miejscowość jest siedzibą parafii rzymskokatolickiej pw. św. Katarzyny.
W Chełmcach funkcjonuje od 1915 r. Ochotnicza Straż Pożarna, która jest włączona do Krajowego Systemu Ratowniczo-Gaśniczego (KSR-G) oraz Ośrodek Zdrowia, należący do Niepublicznego Zakładu Opieki Zdrowotnej (NZOZ) Twoje Zdrowie w Kruszwicy. Od 2023 roku działa we wsi amatorska drużyna piłkarska Ligue Chełmce.

## Zabytki
Według rejestru zabytków NID na listę zabytków wpisany jest kościół parafialny pw. św. Katarzyny z 1843, nr rej.: A/1611 z 16.04.2012.

## Znane osoby
W Chełmcach urodzili się m.in.:
- Edmund Bartkowski (15 lipca 1894), podpułkownik artylerii Wojska Polskiego
- Wiktor Karczewski (17 listopada 1895), kapitan obserwator Wojska Polskiego, kawaler Orderu Virtuti Militari
- Kazimierz Burzyński (11 stycznia 1897), major lotnictwa, kawaler Krzyża Srebrnego Orderu Virtuti Militari
- Dariusz Witczak (22 marca 1962), samorządowiec, w latach 2002–2010 pełnił urząd wiceburmistrza, a od 2010 roku jest burmistrzem Kruszwicy
- Jerzy Wysocki (4 października 1966), samorządowiec, burmistrz Milanówka przez okres czterech kadencji
- Władysław Mielcarek (9 października 1925), duchowny, łącznik AK, kapelan Jego Świętobliwości, dziekan dekanatu Bydgoszcz III, wieloletni proboszcz parafii Matki Boskiej Nieustającej Pomocy w Bydgoszczy (1972–2004)[11].